# St-Étienne (Brie-Comte-Robert)

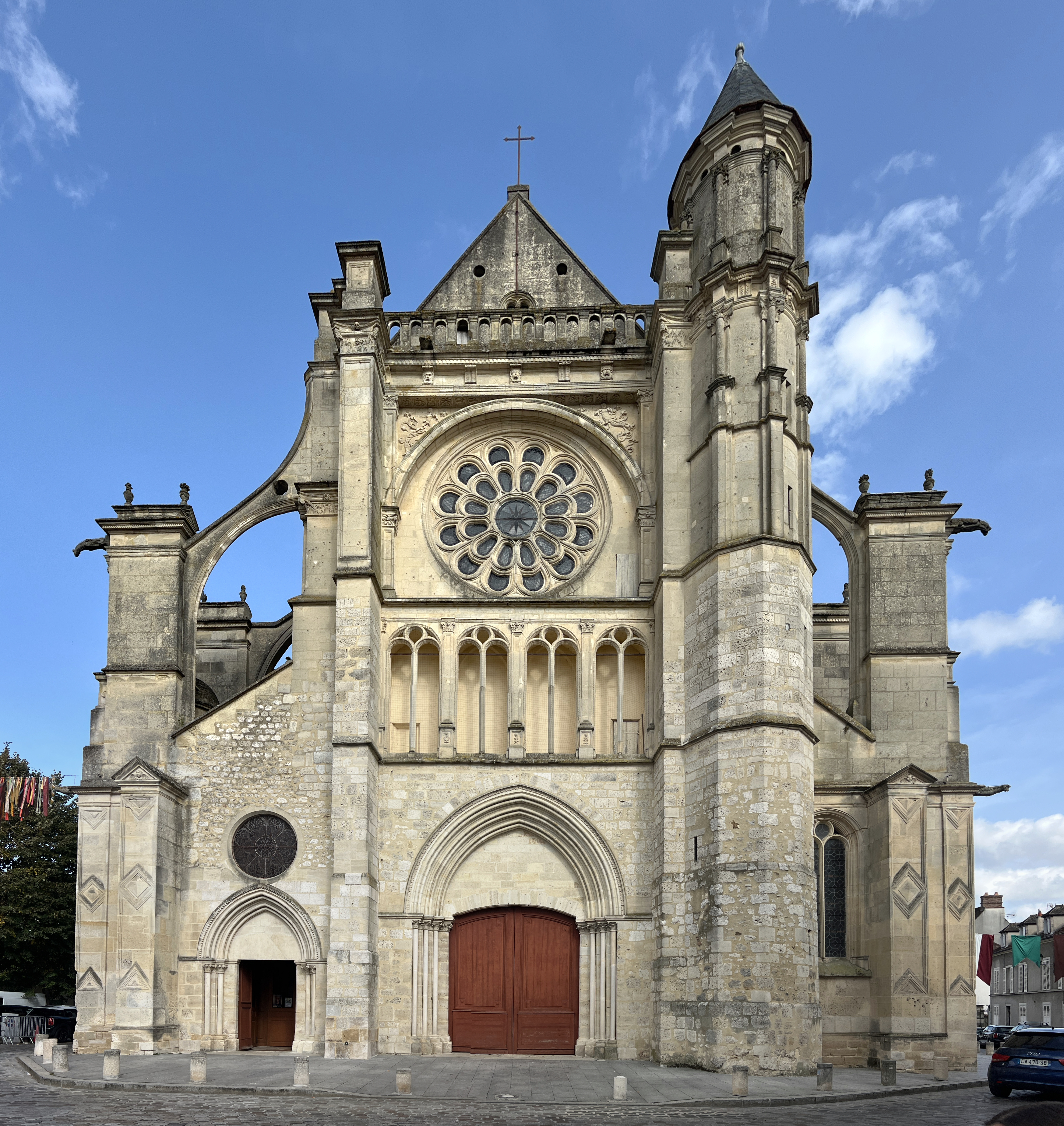
Pfarrkirche Saint-Étienne

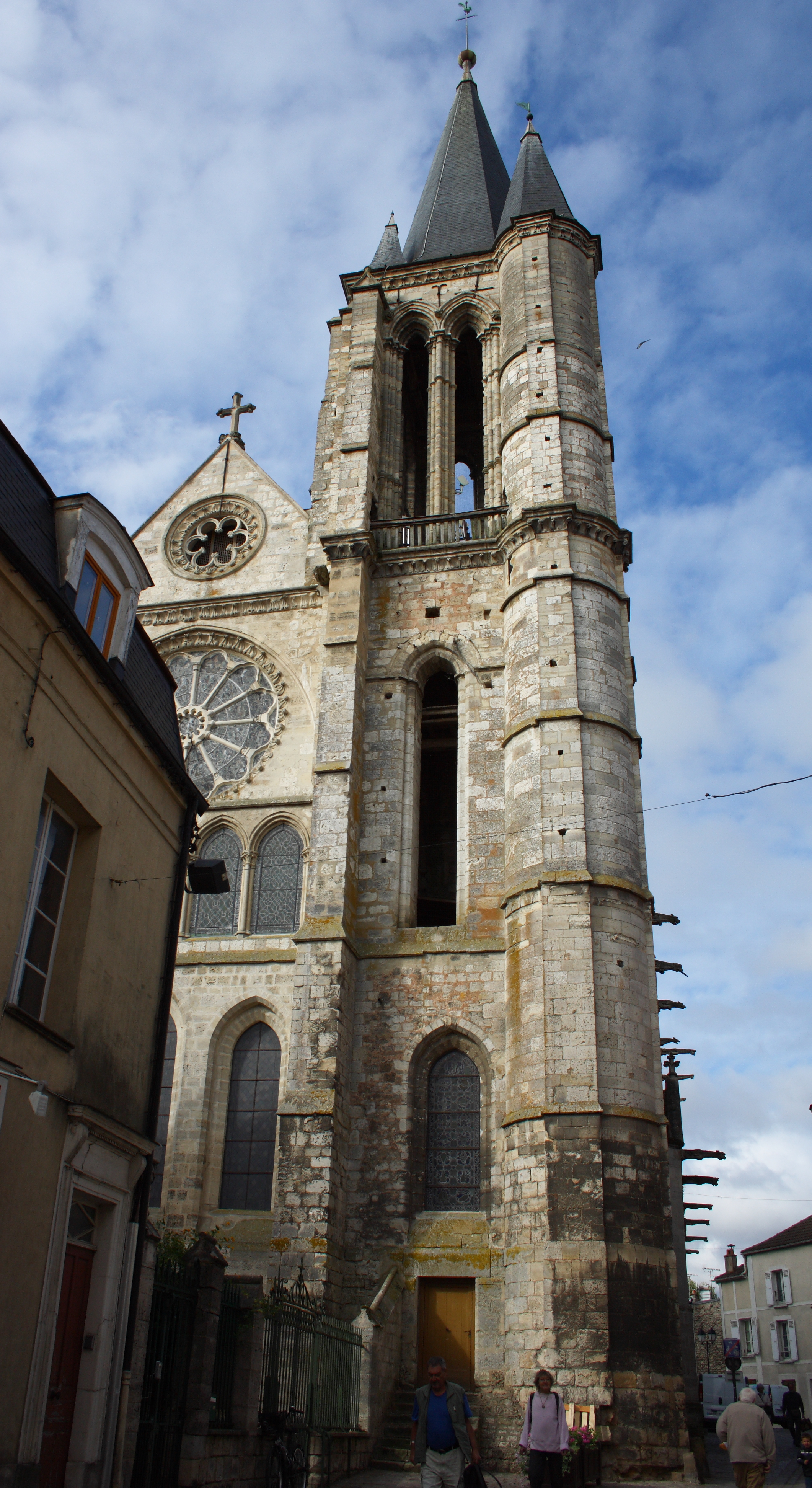
Glockenturm

Die römisch-katholische Pfarrkirche Saint-Étienne in Brie-Comte-Robert, einer Gemeinde im Département Seine-et-Marne in der französischen Region Île-de-France, wurde im 13. Jahrhundert im Stil der Gotik errichtet. Die dem Patronat des  heiligen Stephanus anvertraute Kirche besitzt Bleiglasfenster aus dem 13. und 16. Jahrhundert. Im Jahr 1840 wurde die Kirche als Monument historique in die Liste der Baudenkmäler (Base Mérimée) in Frankreich aufgenommen.

## Geschichte
Die Kirche Saint-Étienne wurde zu Beginn des 13. Jahrhunderts unter dem Grafen Robert II. von Dreux an der Stelle des Friedhofs einer romanischen Vorgängerkirche errichtet. An dieses frühe Gotteshaus erinnert nur noch der Ansatz einer Treppe, die im Renaissanceturm der Westfassade integriert ist. Um 1230 war der gotische Kirchenbau bis auf die Gewölbe der ersten drei westlichen Joche und das Triforium der ersten beiden westlichen Joche weitgehend fertiggestellt. Letzteres wurde im 14. Jahrhundert vollendet und die erste Seitenkapelle an das sechste Joch des nördlichen Seitenschiffs angebaut. Im Jahr 1363 wurde die Kirche geweiht. Im 15. und 16. Jahrhundert errichtete man die weiteren Kapellen der Seitenschiffe und in der Mitte des 16. Jahrhunderts wurden die ersten drei westlichen Joche eingewölbt und außen durch Strebepfeiler verstärkt, wie die am ersten westlichen Pfeiler der Nordseite eingemeißelte Jahreszahl 1545 belegt. In dieser Zeit entstand auch der obere Bereich der Westfassade mit der großen Rosette.

## Architektur

### Außenbau
Im nordöstlichen Chorwinkel erhebt sich der quadratische, von großen spitzbogigen Öffnungen durchbrochene Glockenturm, der zu den ältesten Teilen der Kirche gehört. Das Portal an der Nordseite wird wie die beiden Westportale von Säulen mit skulptierten Kapitellen und spitzbogigen Archivolten gerahmt. Die Bogenfelder sind jeweils schmucklos. Die Westfassade spiegelt in ihrer Gliederung den dreiteiligen Wandaufriss des Innenraums wider. Über dem Hauptportal aus dem 13. Jahrhundert öffnet sich ein Blendtriforium mit Zwillingsarkaden auf schlanken Mittelsäulen. Auf der Höhe der Obergadenfenster durchbricht eine zwölfteilige Rosette die Wand.

### Innenraum

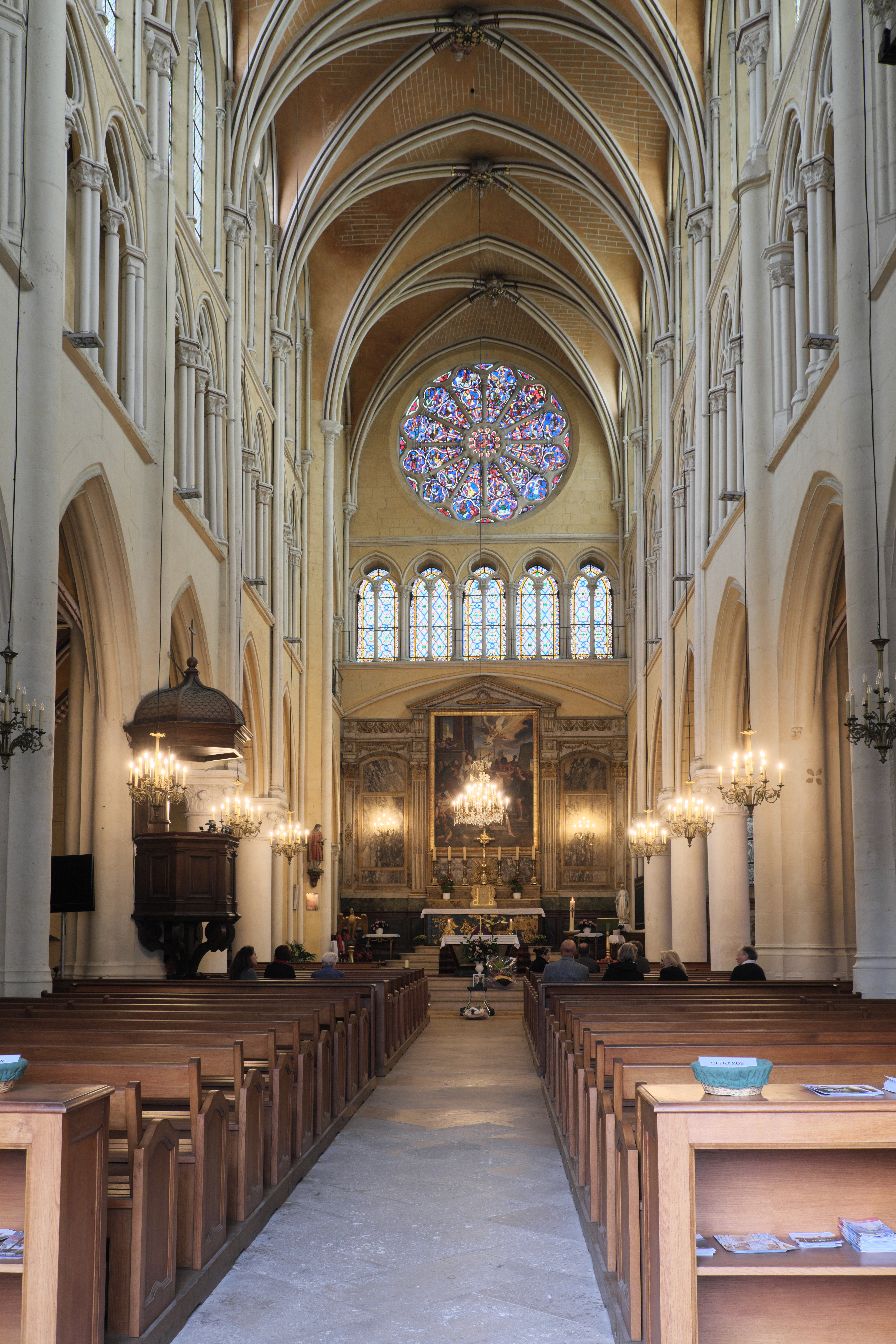
Innenraum

Das dreischiffige Langhaus ist in acht Joche gegliedert, die auf Spitzbogenarkaden über mächtigen Säulen aufliegen. Über der Triforiumszone öffnen sich große Obergadenfenster, die den Innenraum beleuchten. Haupt- und Seitenschiffe werden von Kreuzrippengewölben gedeckt. Die Kirche besitzt kein Querhaus.
Der Chor, der auf die erste Bauphase zurückgeht, erstreckt sich über drei Joche und ist rechtwinklig geschlossen. Seine Stirnwand ist von einer großen Rosette durchbrochen. Darunter öffnen sich fünf hohe Spitzbogenfenster, vor denen ein Triforium mit filigranen Arkaturen verläuft, nach deren Vorbild das Triforium der Westfassade geschaffen wurde.
Die Schlusssteine im Chor sind mit Halbfiguren verziert. Die Konsolen, auf denen die Gewölberippen aufliegen, sind als Köpfe von Menschen, Engel oder Teufel gestaltet. Die Säulen der östlichen Joche, die noch aus der ersten Bauphase stammen, sind mit Knospenkapitellen und an den Basen mit Eckblättern versehen.

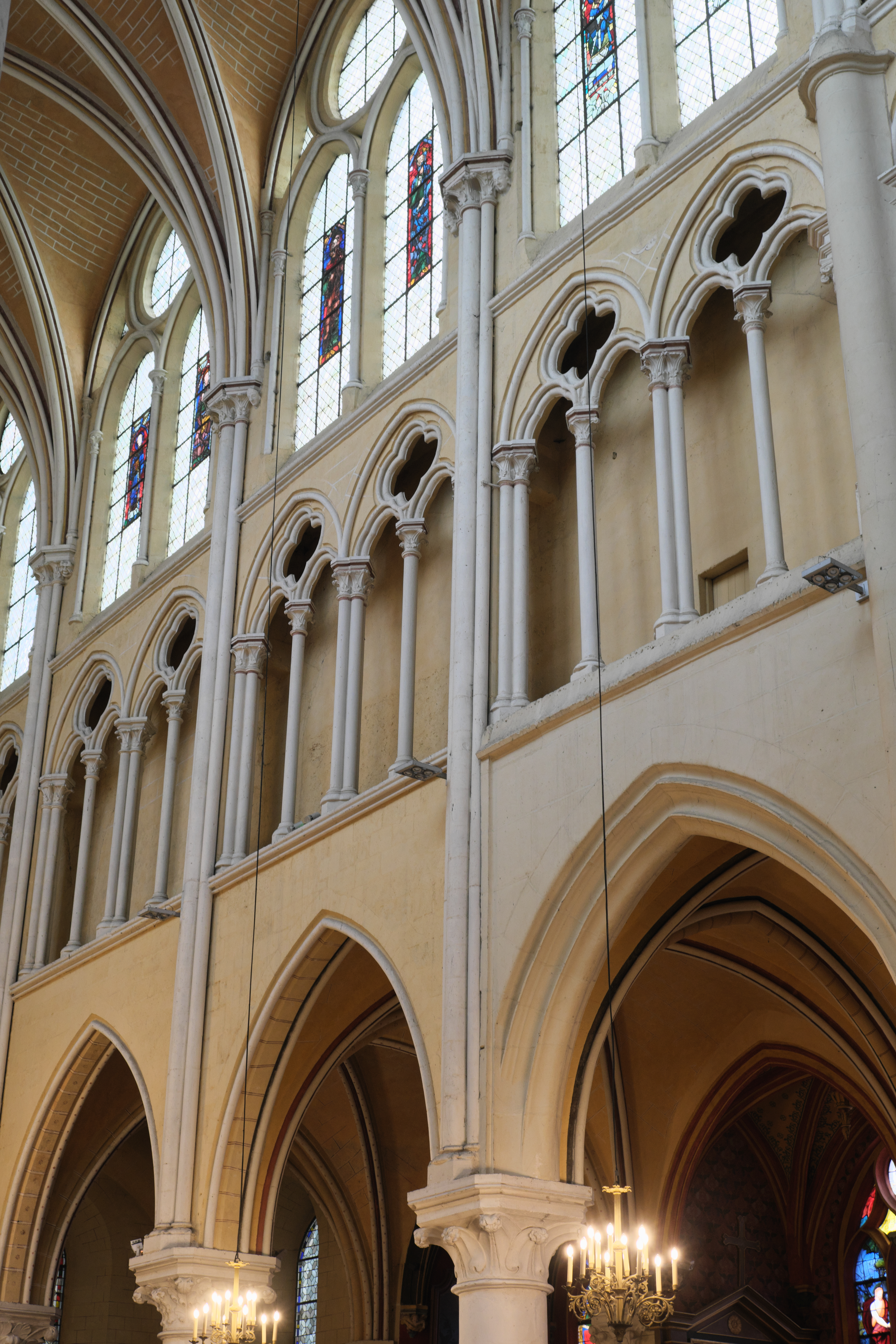
Triforium und Obergadenfenster
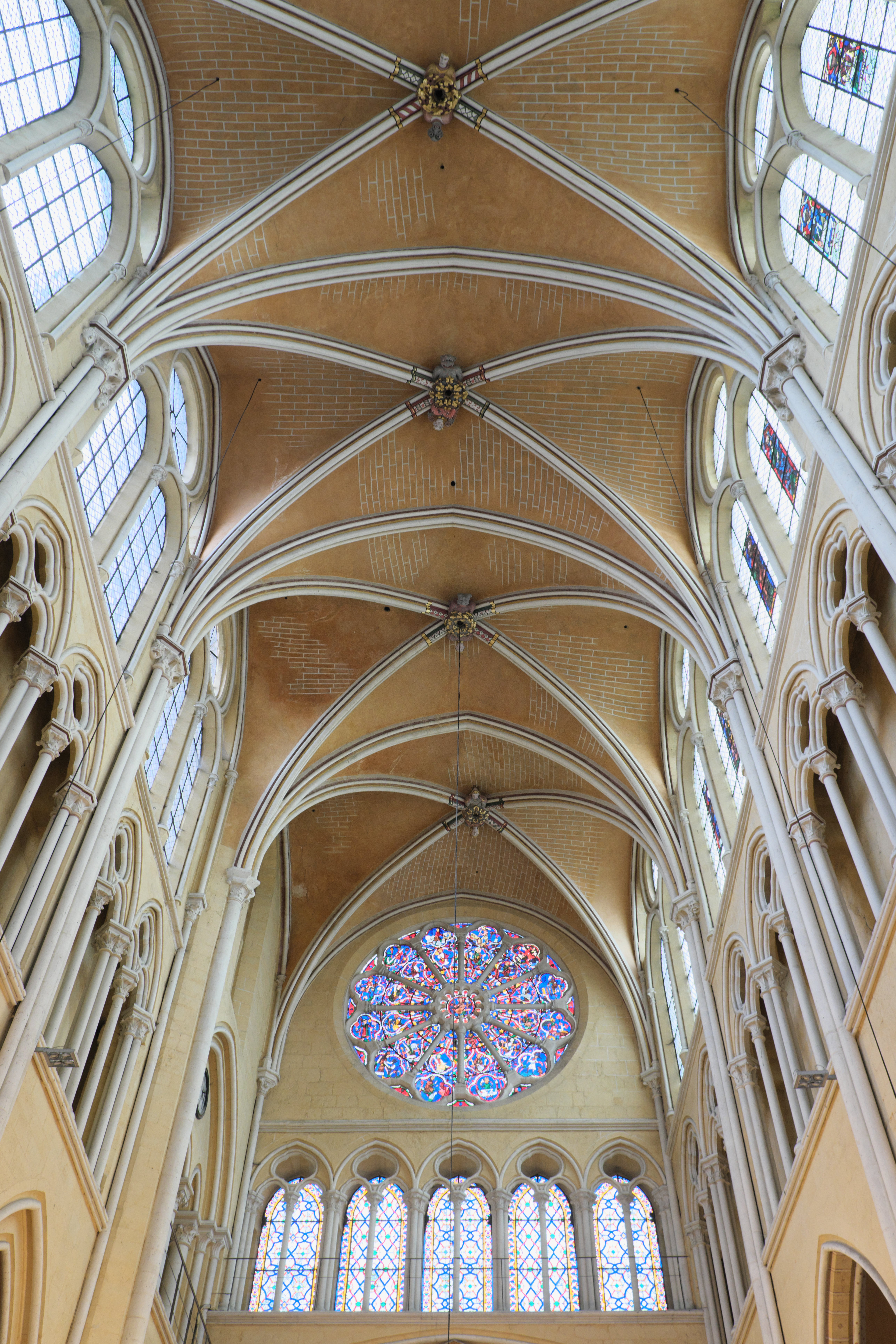
Kreuzrippengewölbe
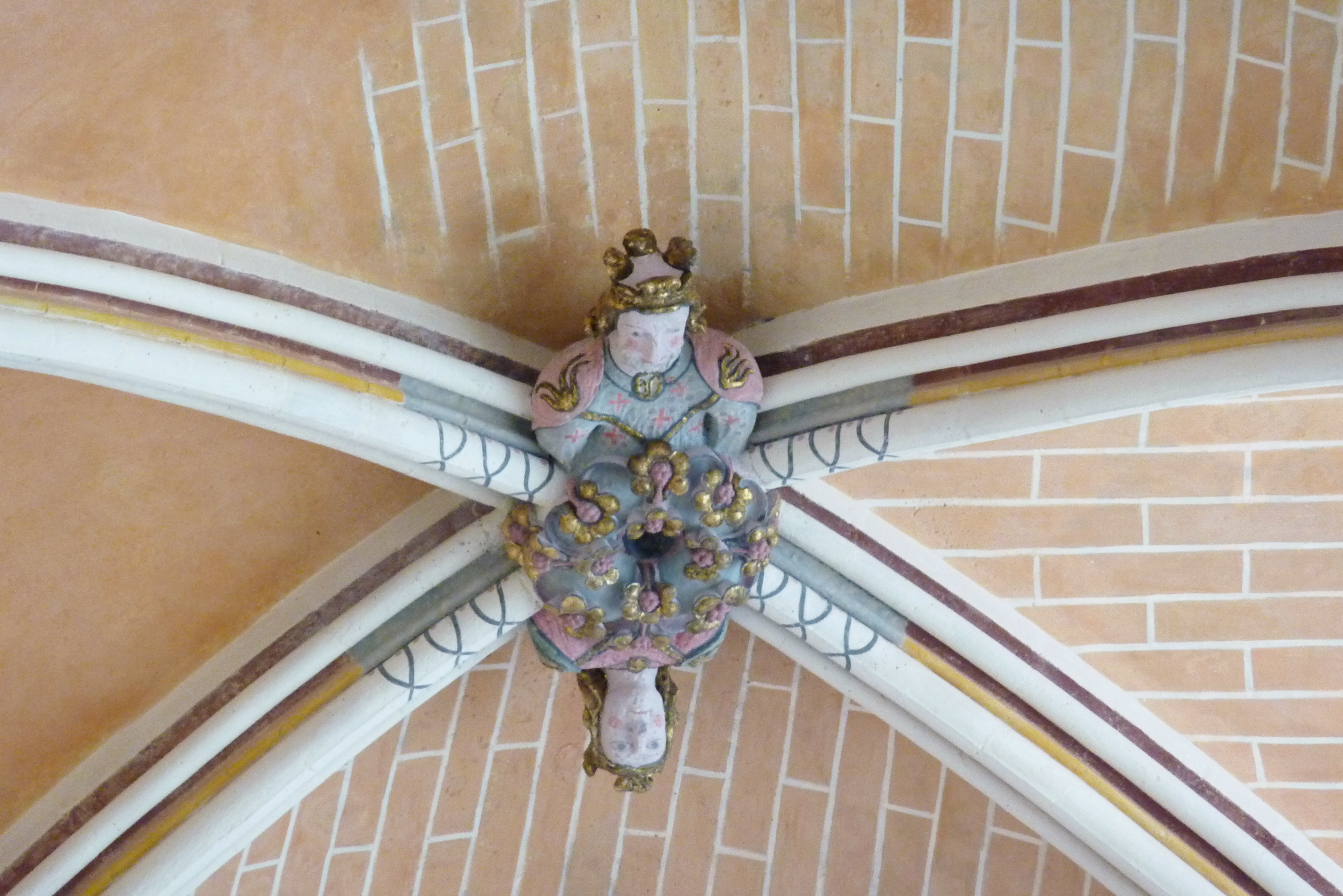
Schlussstein im Chor

## Bleiglasfenster

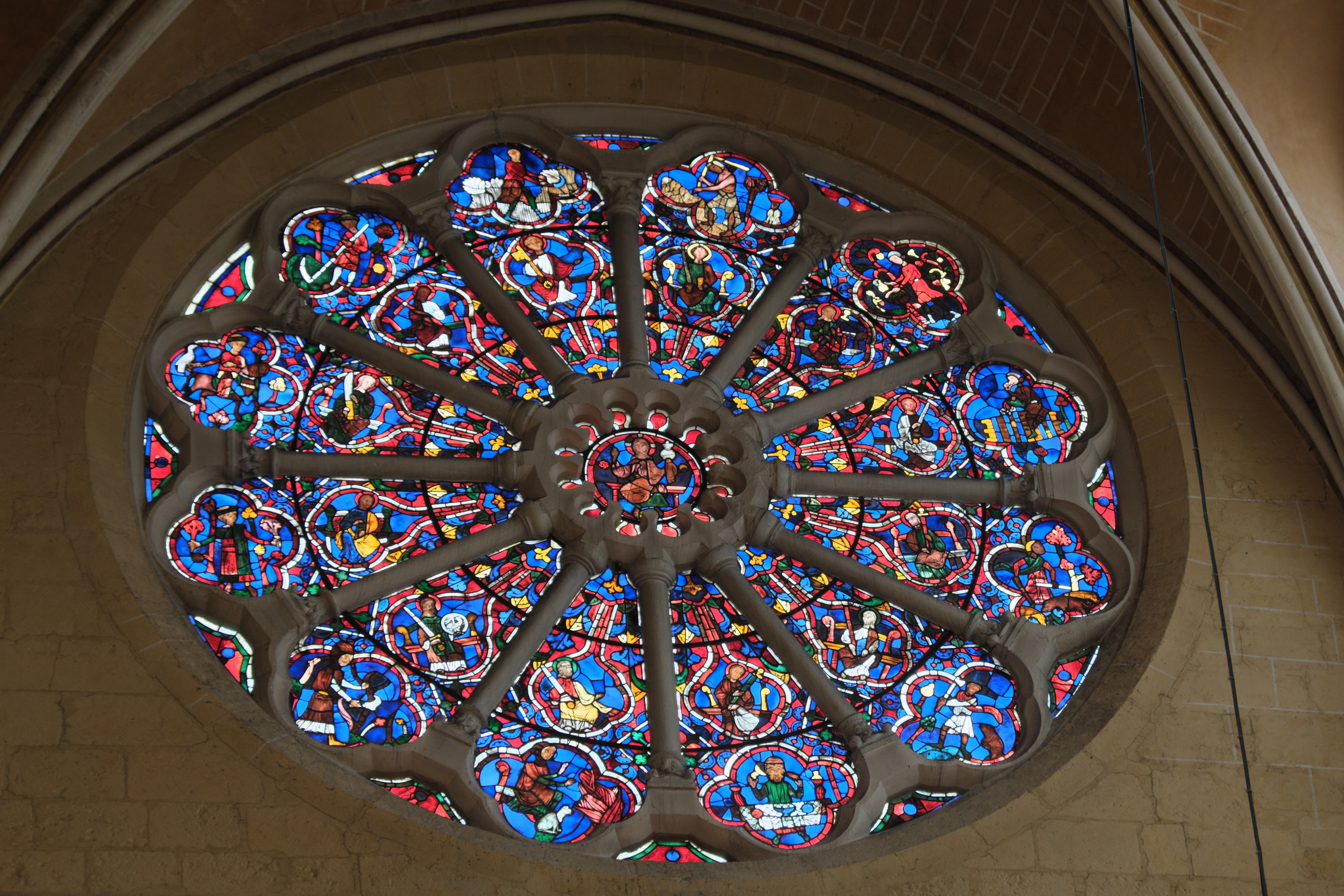
Rosette im Chor aus dem 13. Jahrhundert

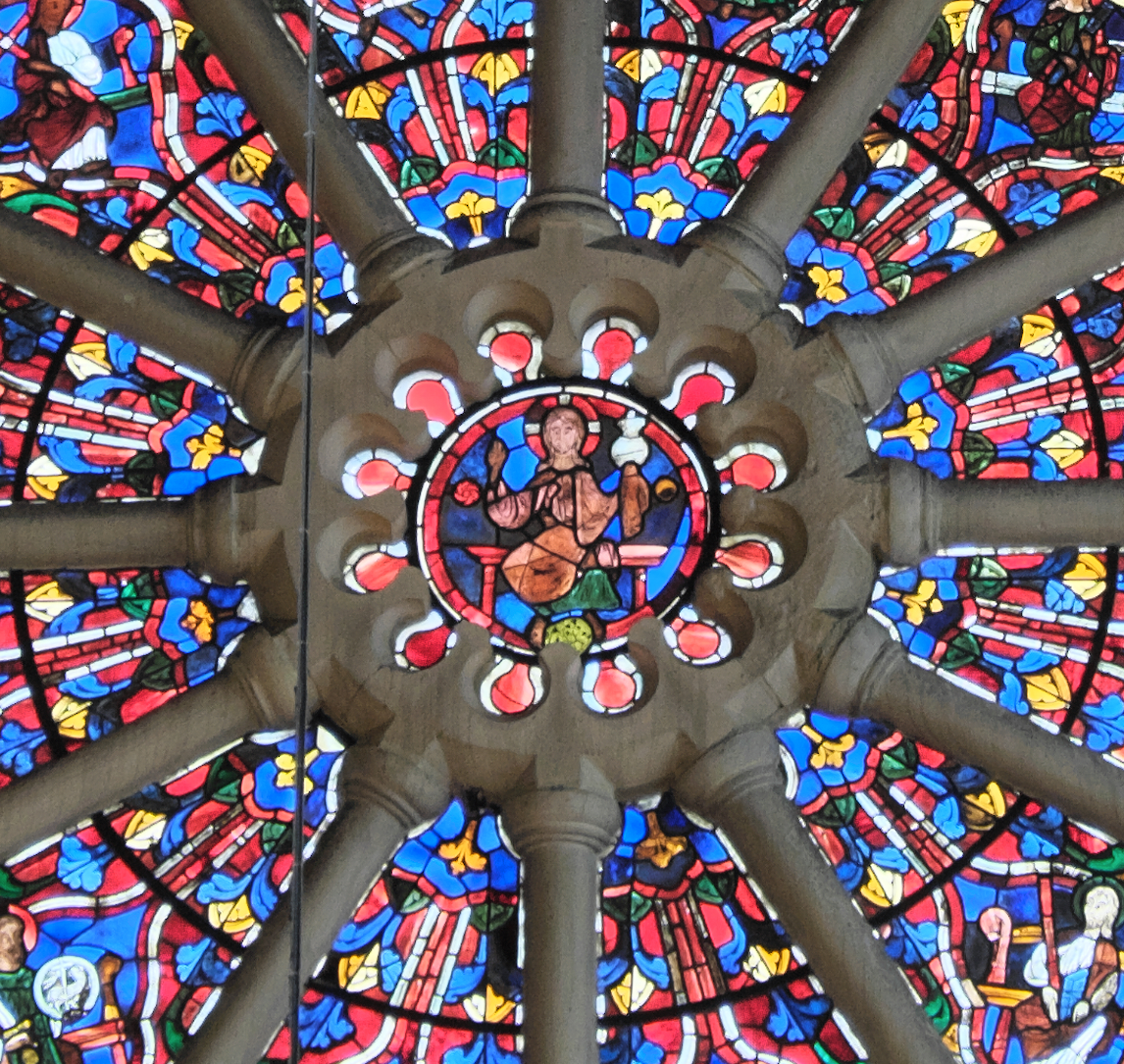
Majestas Domini

Die heute in der Kirche erhaltenen Fenster aus dem 13. und 16. Jahrhundert wurden während der Französischen Revolution von 1789 und in der ersten Hälfte des 19. Jahrhunderts schwer beschädigt. Bereits Ende des 19. Jahrhunderts wurden einige Fenster in der Glasmalereiwerkstatt von Charles Champigneulle in Paris restauriert. Während des Zweiten Weltkriegs waren die meisten Fenster ausgebaut worden. Sie wurden von Jacques Grüber restauriert, bevor sie nach dem Krieg wieder eingesetzt wurden.
- Rosette im Chor

Die Rosette (Monument historique (Objekt) seit 1840) im Chor mit einem Durchmesser von fünf Metern entstand in den Jahren 1225 bis 1235. Sie gilt als Nachbildung der Westrosette der Kathedrale Notre-Dame in Paris. Im Zentrum des Fensters thront Christus, der von den zwölf Aposteln umgeben ist. Auf den äußeren Feldern sind die Arbeiten der Monate dargestellt.

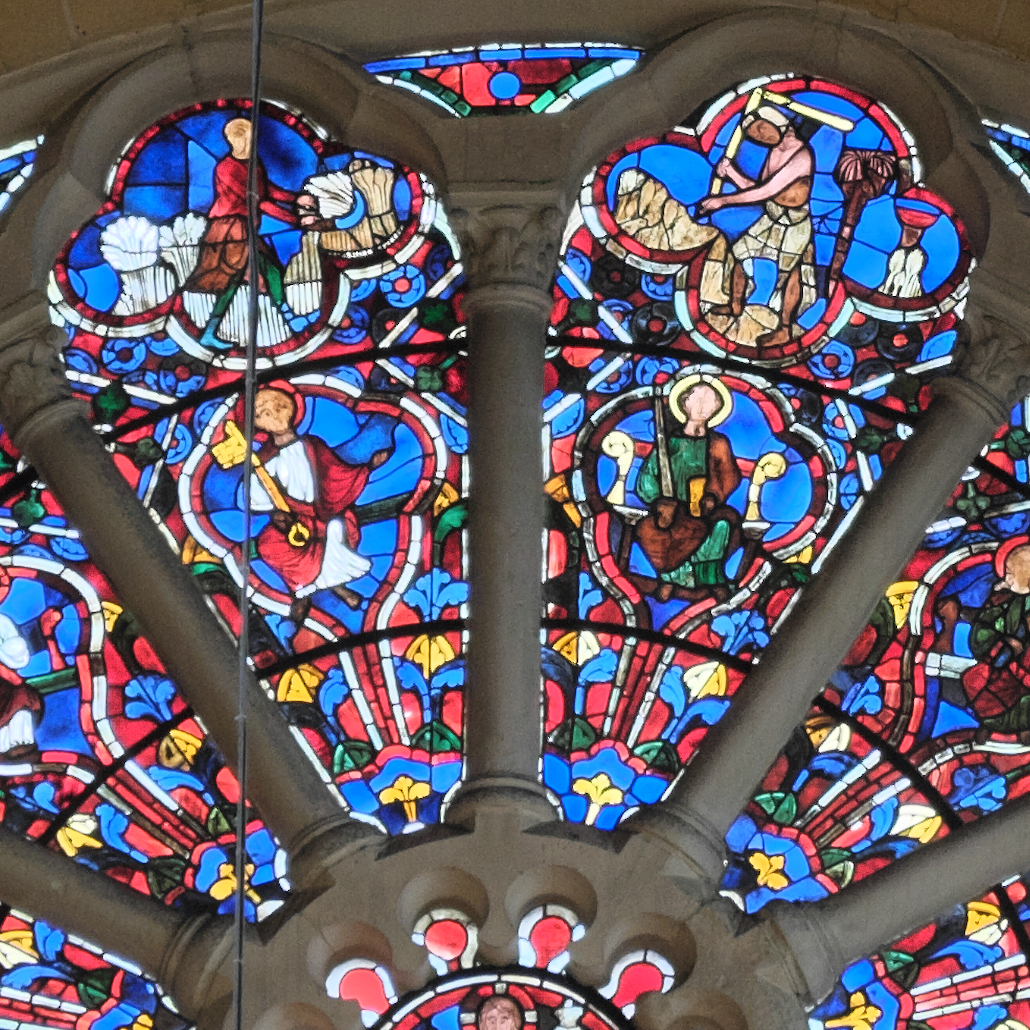
Apostel Petrus und Paulus (innen), Korn wird geschnitten und gedroschen (außen)
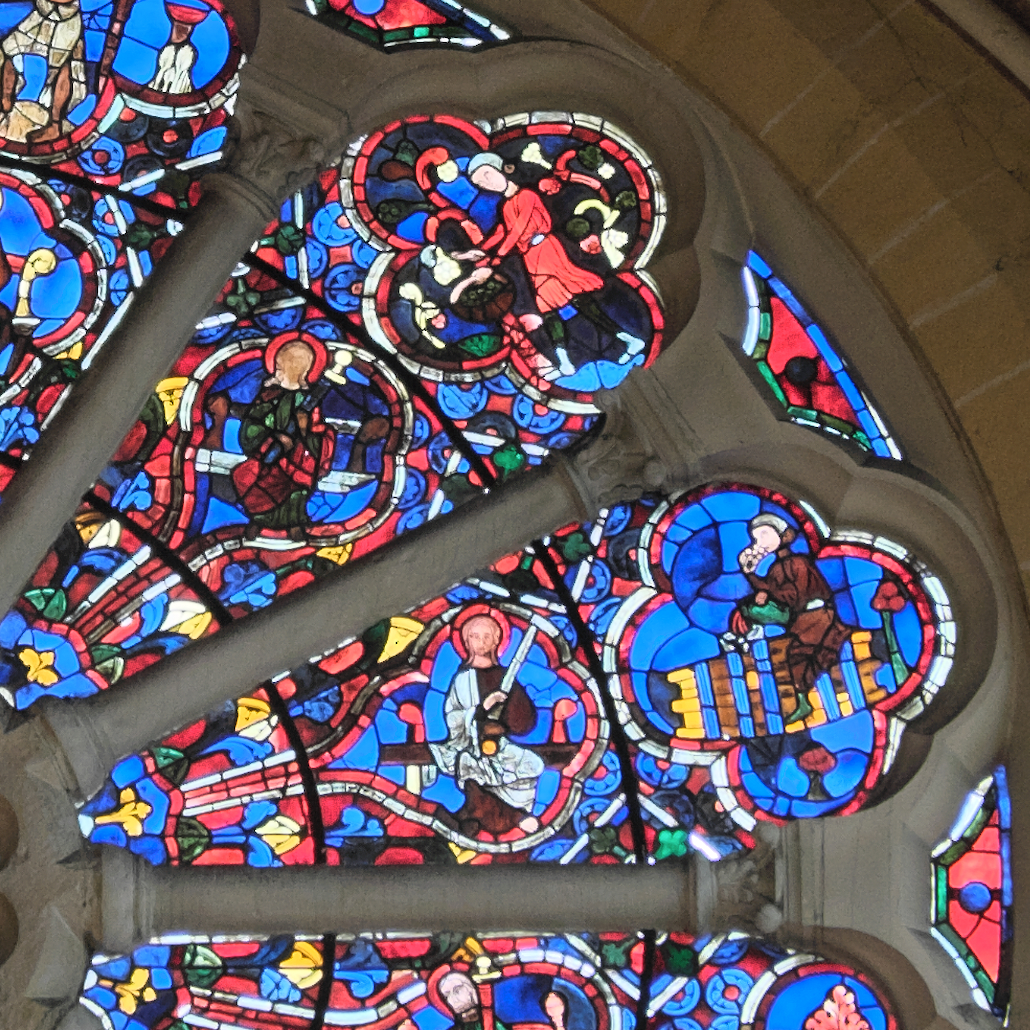
Zwei Apostel (innen), Wein wird gekeltert und probiert (außen)
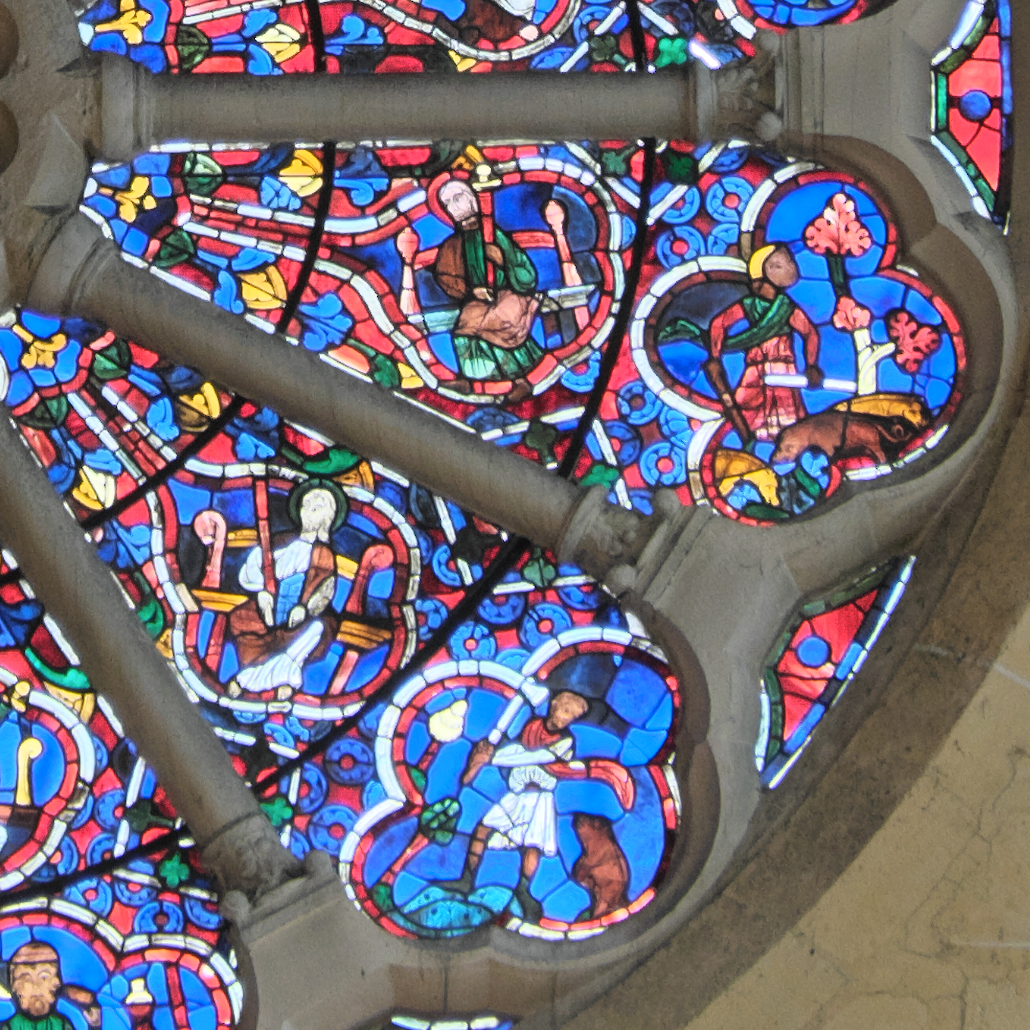
Zwei Apostel (innen), Schweine werden geweidet und ein Schwein wird geschlachtet (außen)

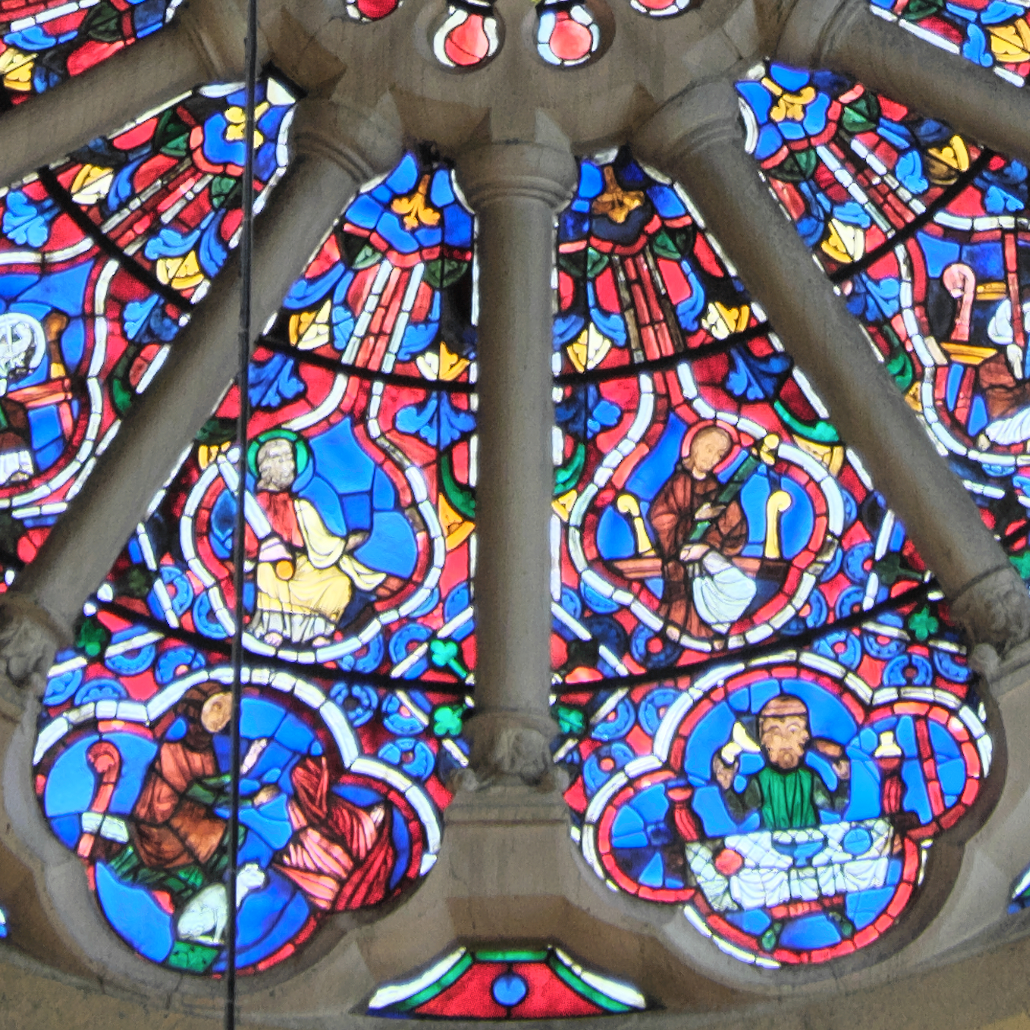
Zwei Apostel (innen), eine Frau wärmt sich am Feuer, ein Mann sitzt an einem reich gedeckten Tisch (außen)
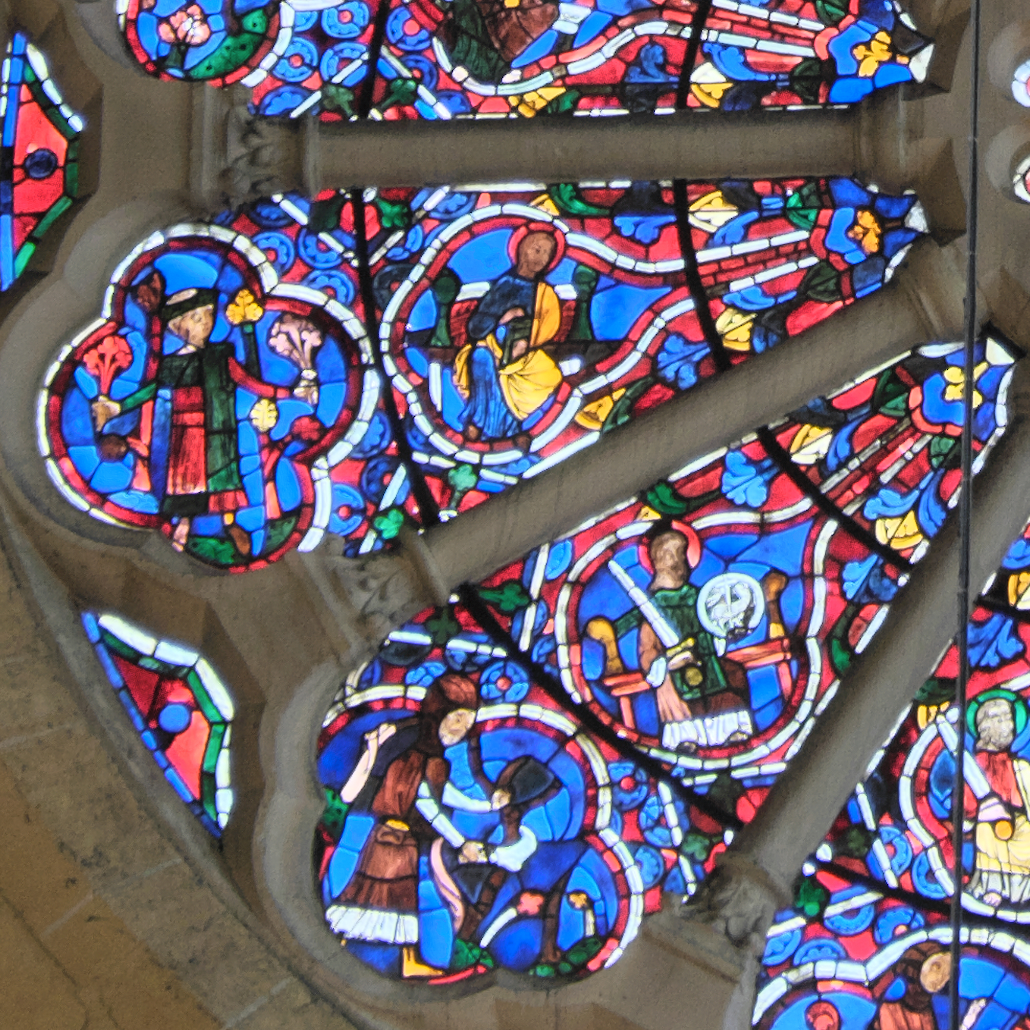
Ein Apostel und Johannes der Täufer (innen), ein Mann hält Blumen in den Händen, Reben werden geschnitten (außen)
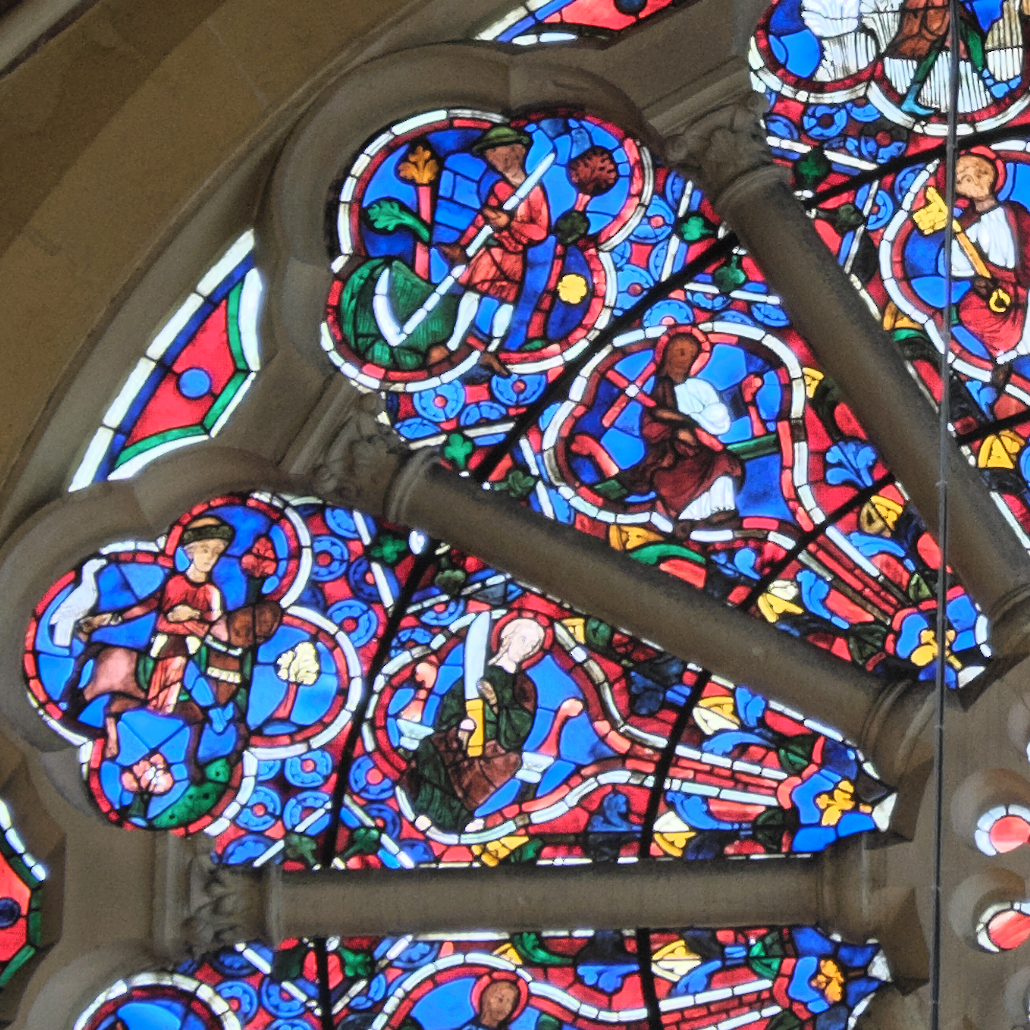
Apostel Philippus mit einem Kreuz und Bartholomäus mit einem Messer (innen), ein Mann mäht Heu mit einer Sichel, Falkenjagd (außen)

- Fenster im südlichen Obergaden

Die südlichen Obergadenfenster wurden in der ersten Hälfte des 13. Jahrhunderts geschaffen. Sie stellen Apostel und Bischöfe wie den heiligen Martin oder den heiligen Germanus von Paris dar. Auf einem Fenster ist neben einem Diakon Maria mit dem Jesukind auf dem Arm dargestellt. Die Scheiben mit den Personendarstellungen sind in zweibahnige, farblose Fenster mit einem oberen Rundfenster eingebaut.

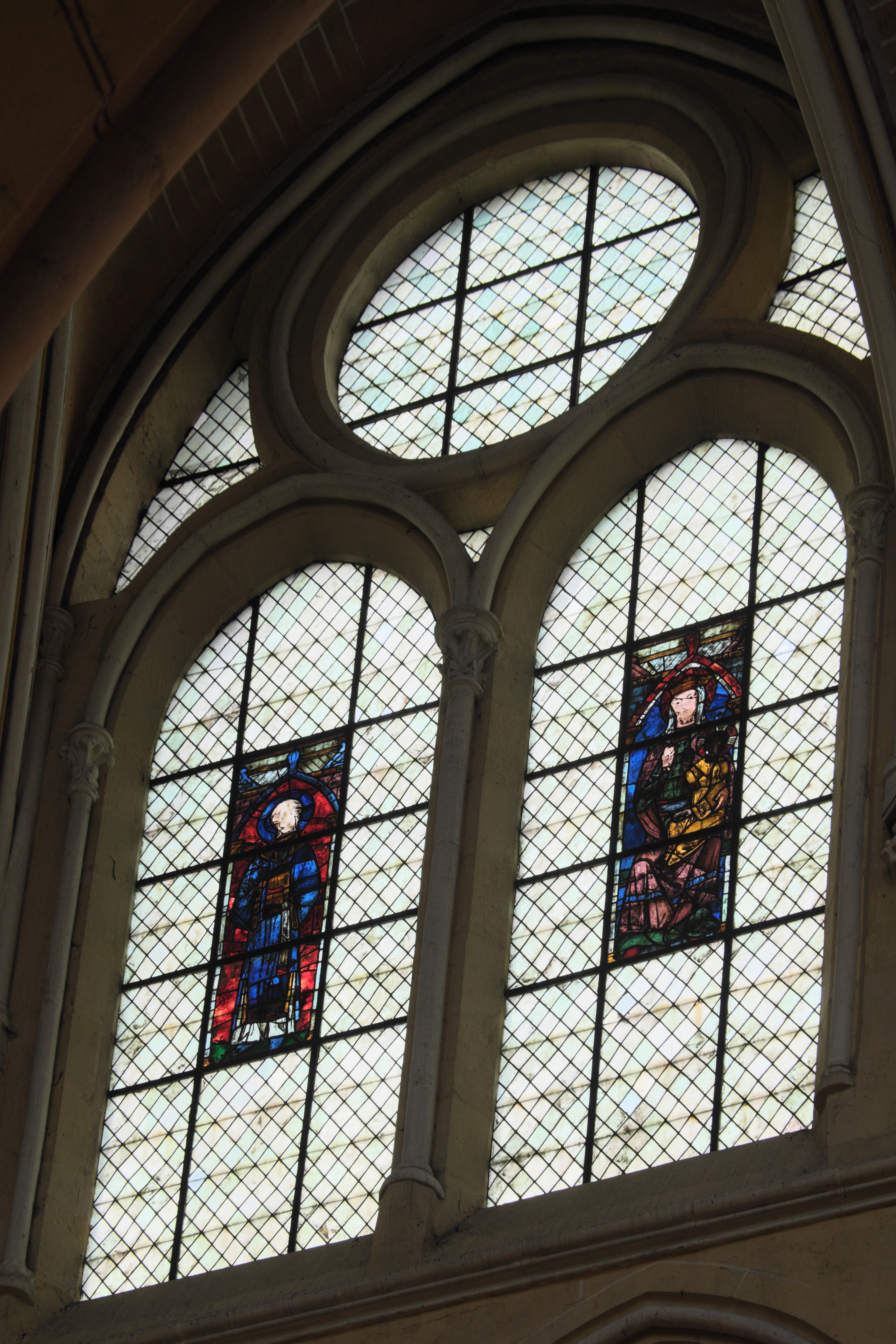
Diakon (links), Madonna mit Kind (rechts)
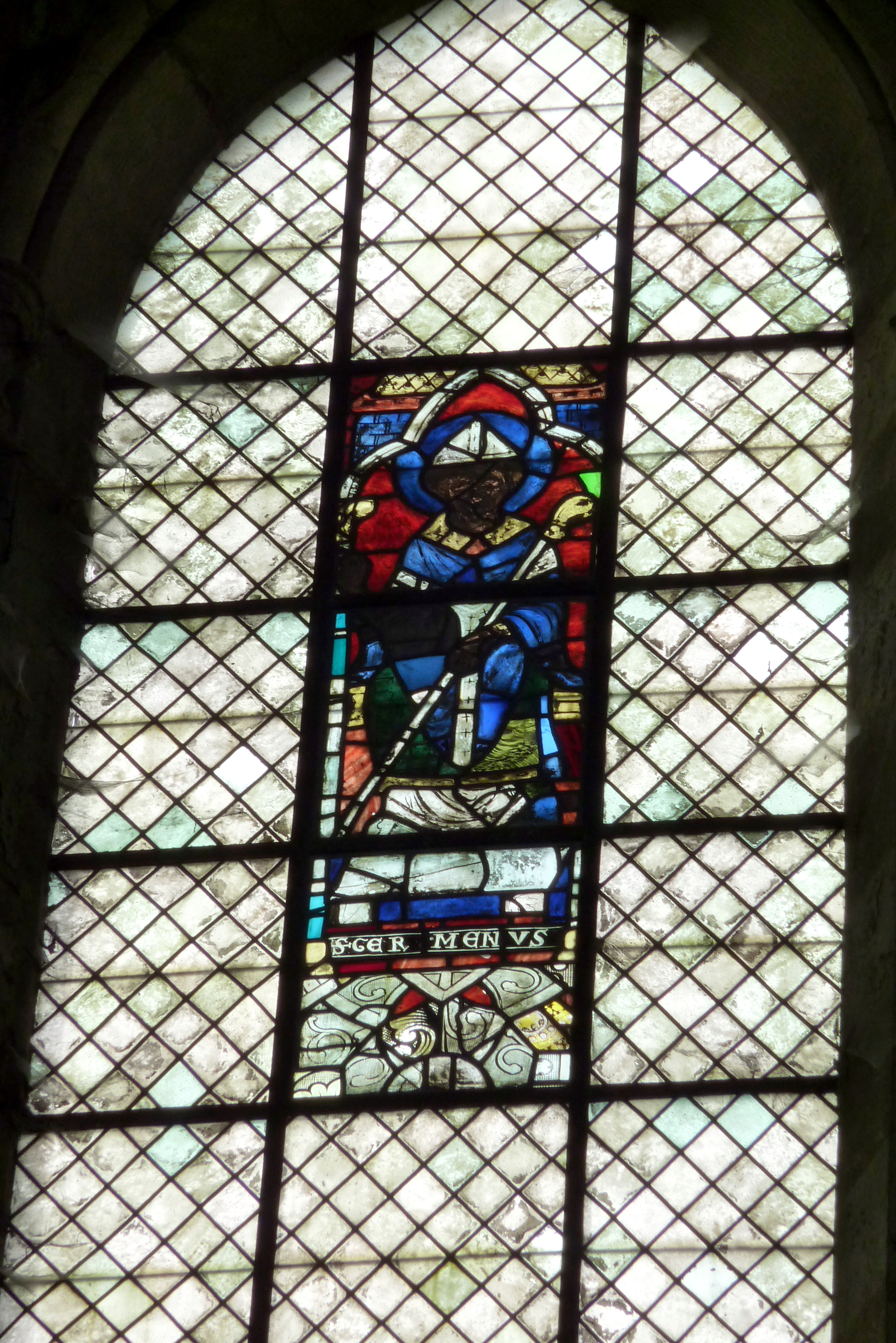
Germanus von Paris
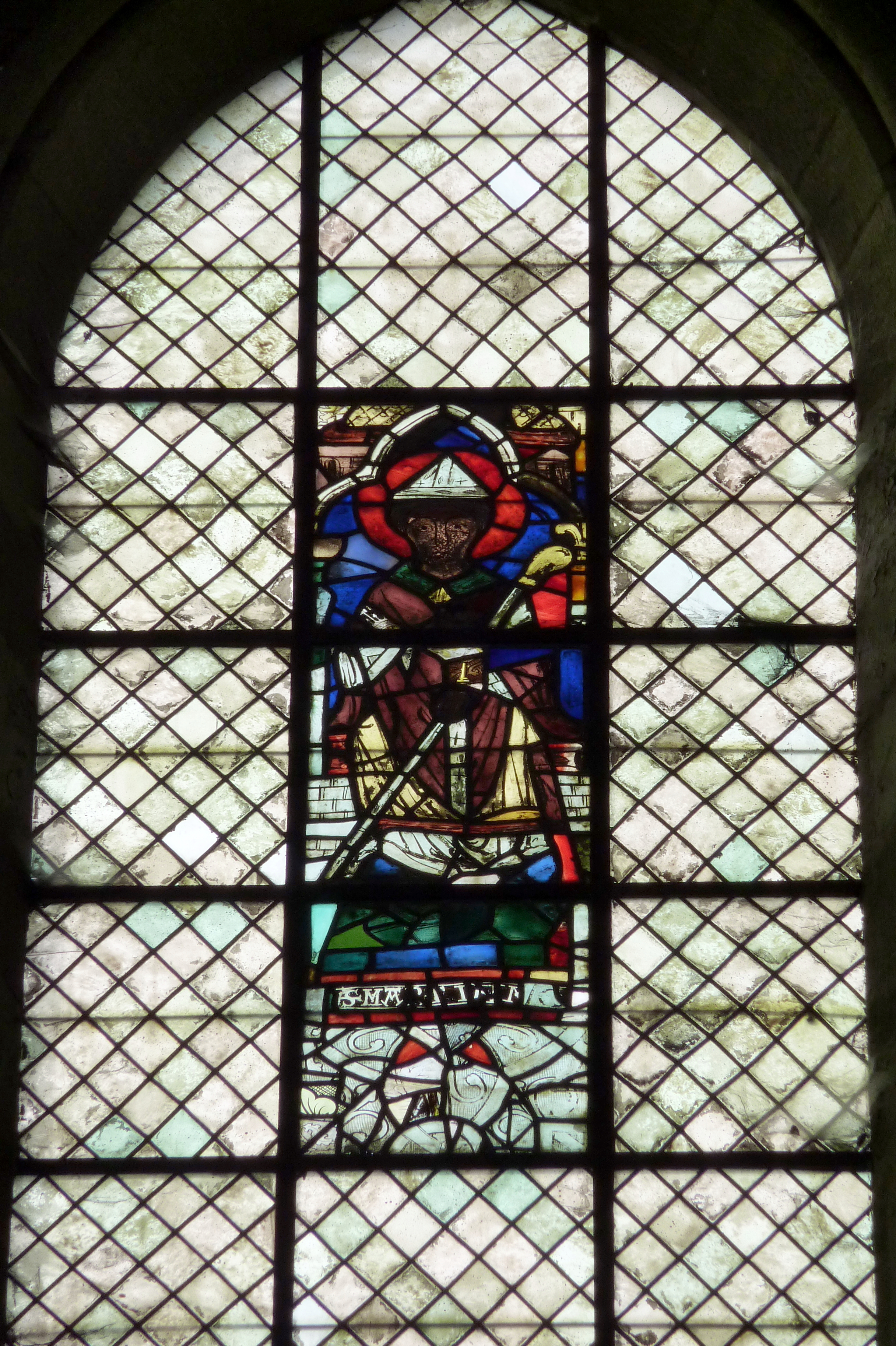
Heiliger Martin
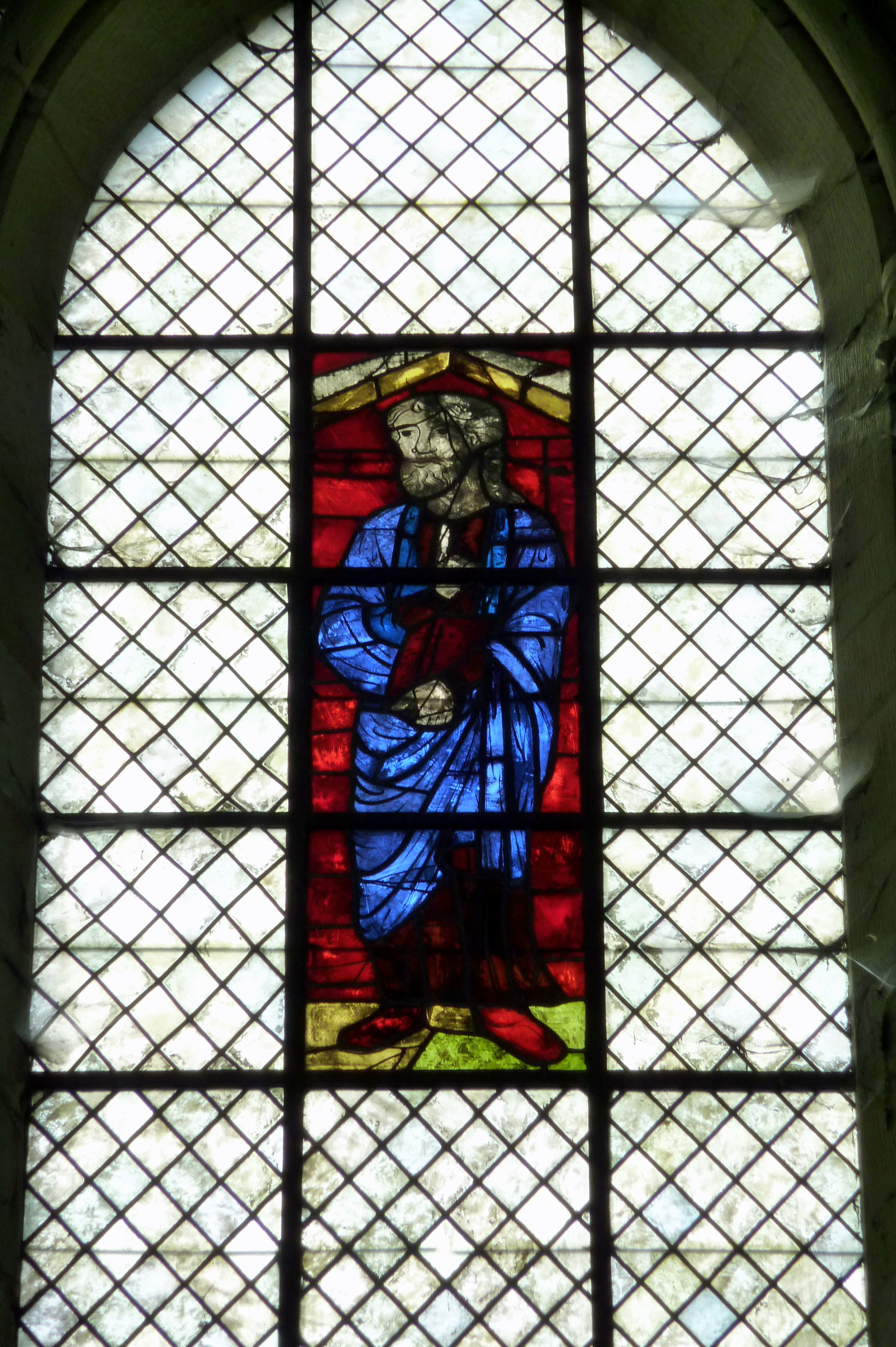
Apostel?

- Fenster aus dem 16. Jahrhundert

In zwei Kapellen der Seitenschiffe sind Fenster aus dem 16. Jahrhundert erhalten.
Das vierbahnige Fenster mit der Darstellung der Himmelsleiter (Monument historique (Objekt) seit 1840) stammt aus der Mitte des 16. Jahrhunderts. Auf der mittleren linken Lanzette ist Jakob schlafend am Fuße der Leiter dargestellt, auf der Engel hinauf- und herabsteigen. Auf den Scheiben des Tympanons sieht man ganz oben Gottvater und darunter Engel.
Das ebenfalls vierbahnige Fenster mit Szenen aus dem Leben des Johannes des Täufers (Monument historique (Objekt) seit 1840) wird in das späte 16. Jahrhundert datiert. Es stellt auf den beiden linken Lanzetten die Predigt von Johannes dem Täufer dar und auf den beiden rechten Lanzetten die Taufe Jesu. Auf den Scheiben des Tympanons wird links seine Enthauptung gezeigt und rechts eine Dienerin mit einer Schale, in der das abgeschlagene Haupt Johannes des Täufers König Herodes präsentiert werden soll.

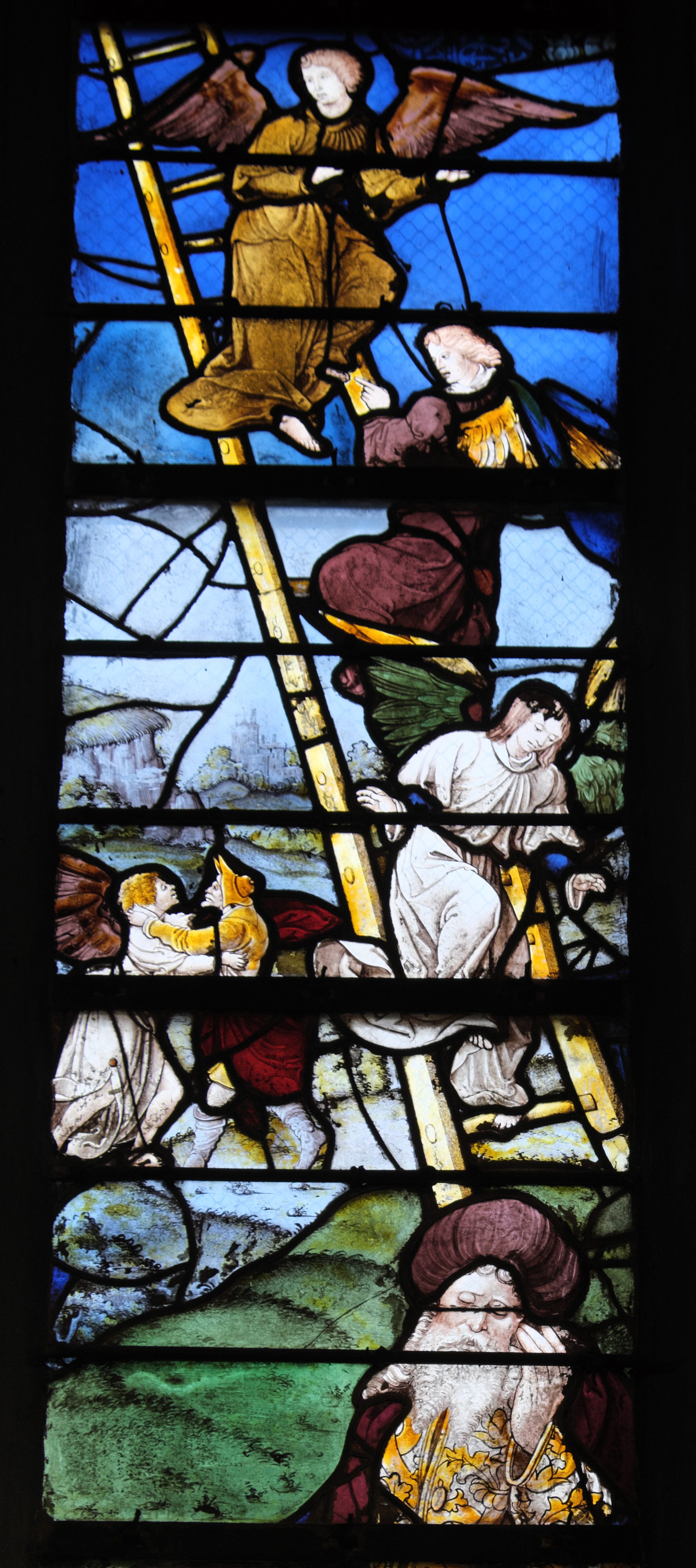
Himmelsleiter
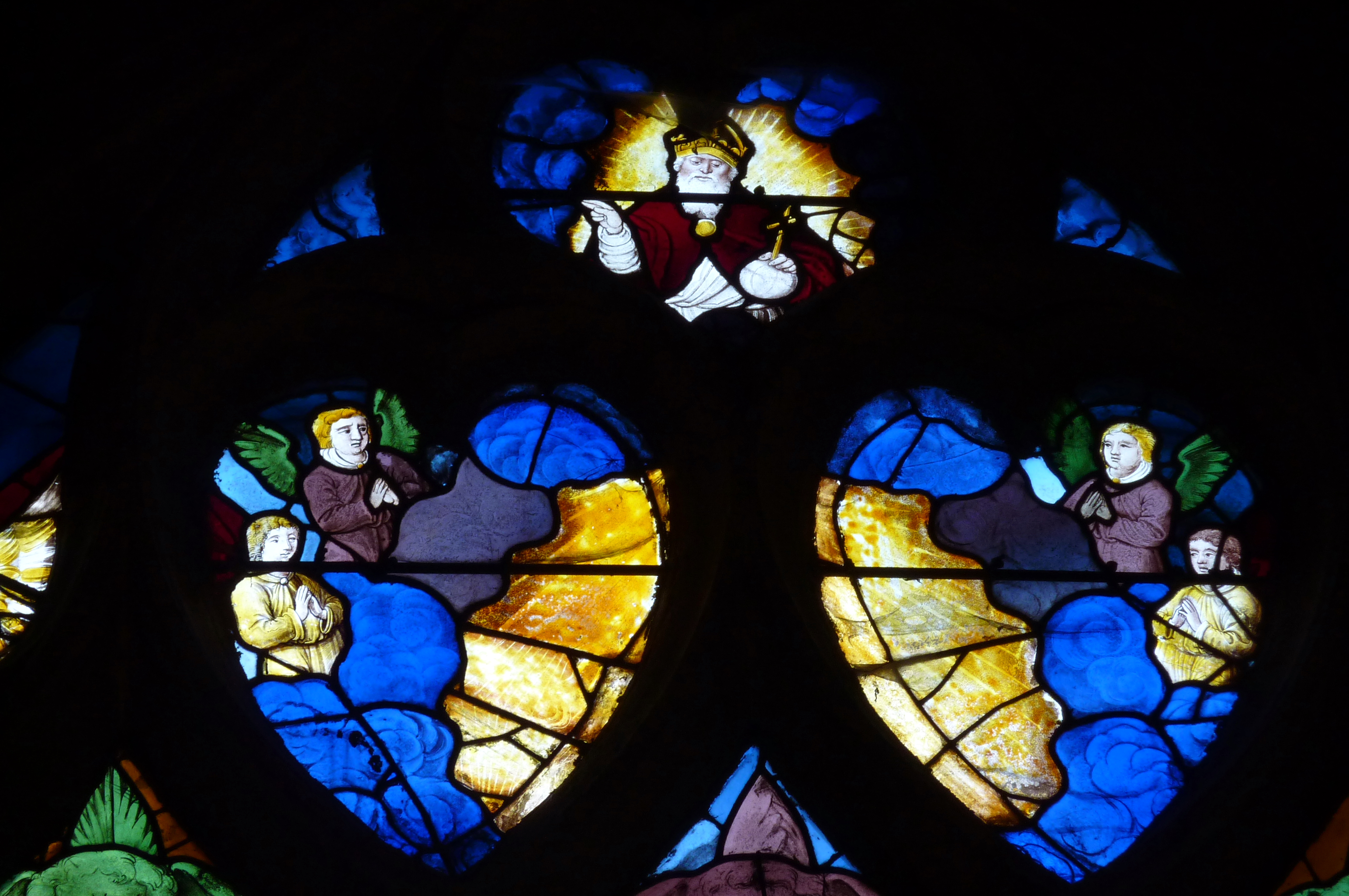
Gottvater und Engel
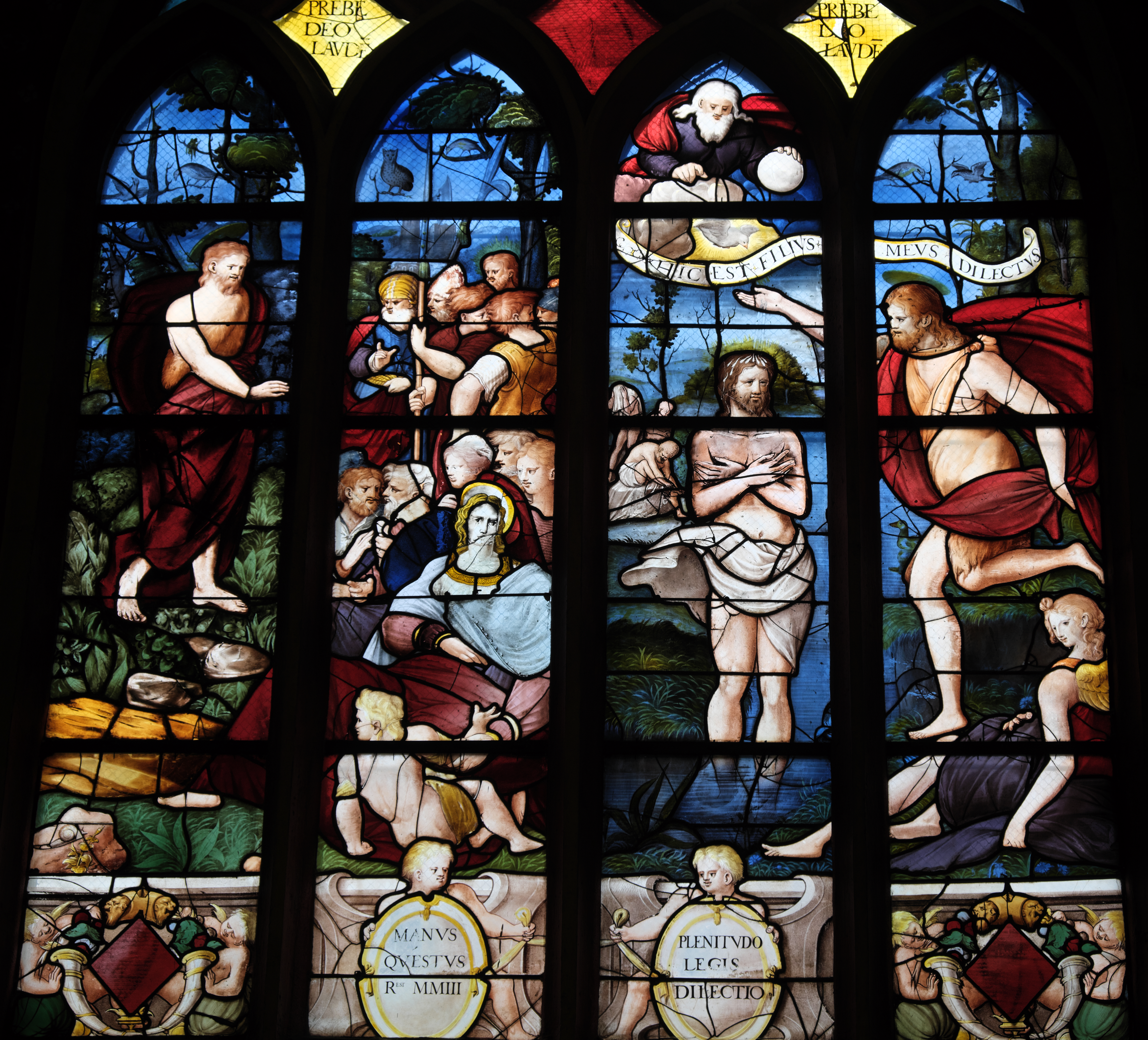
Predigt des Johannes des Täufers, Taufe Jesu
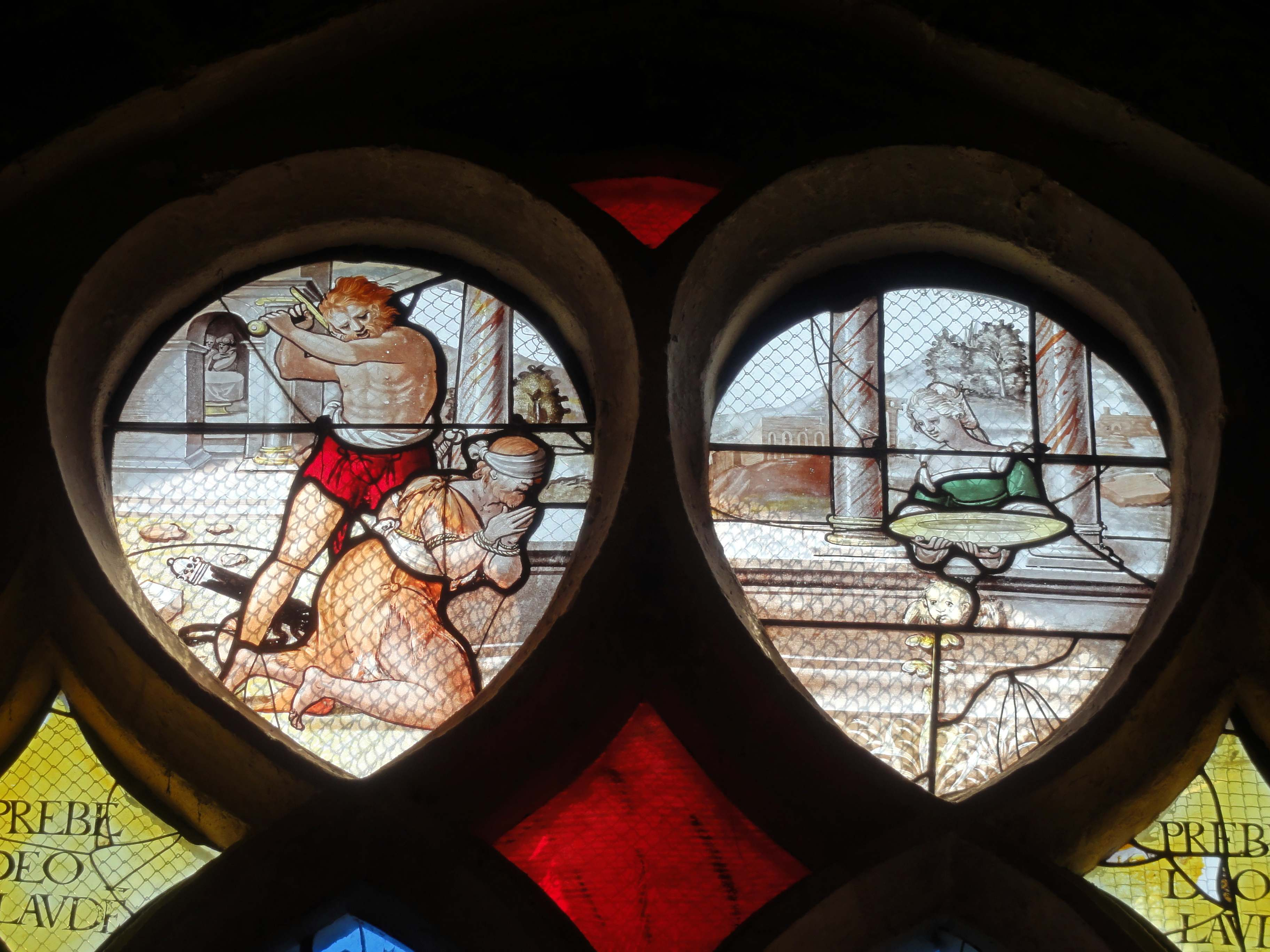
Enthauptung von Johannes dem Täufer

- Fenster von Jacques Grüber

Ein Fenster im südlichen Seitenschiff wurde 1929 von Jacques Grüber geschaffen. Es stellt den Erzengel Michael dar, der mit dem Drachen kämpft, und trägt die Signatur: „J. GRUBER PARIS“.

## Ausstattung

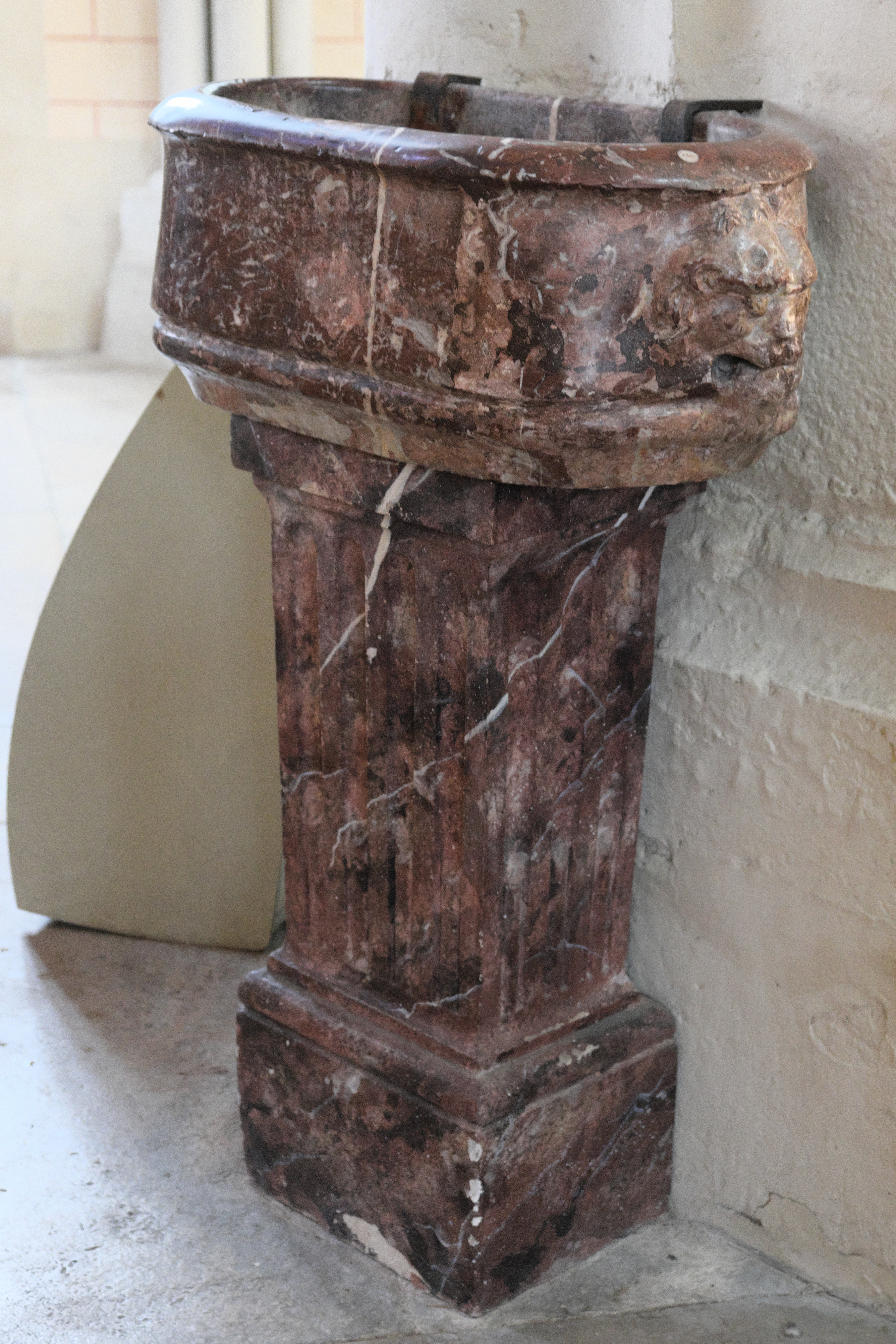
Weihwasserbecken

- Das Weihwasserbecken stammt aus dem späten 16. Jahrhundert (Monument historique (Objekt) seit 1948[6])